# Cardiff City FC
Cardiff City FC är en walesisk professionell fotbollsklubb i Cardiff, grundad 1899. Hemmamatcherna spelas på Cardiff City Stadium. Smeknamnet är The Bluebirds. Klubben spelar 2025/26 i League One.

## Historia
Klubben grundades 1899 under namnet Riverside AFC. Tre år senare gick klubben samman med Riverside Albion FC och 1908 fick klubben sitt nuvarande namn.

Klubbens ligaplaceringar från och med 1920.

1920 gick Cardiff med i The Football League och fick börja i Division 2. Man gick upp till högstadivisionen Division 1 redan första säsongen och därefter påbörjades klubbens storhetstid. Under 1920-talet kom Cardiff bland annat tvåa i Division 1 säsongen 1923/24, endast slagna i målskillnad av Huddersfield Town, och klubben nådde final i FA-cupen både 1925 (förlust mot Sheffield United) och 1927 (seger mot Arsenal). Cardiff är den enda walesiska klubb som har vunnit FA-cupen.
Efter framgångarna åkte Cardiff snabbt ned i Division 3, där man var fram till andra världskriget. På 1950- och 1960-talet var klubben tillbaka i högstadivisionen, men i slutet av 1980-talet åkte man för första gången ned i Division 4. I slutet av 1990-talet var Cardiff flera gånger nära att åka ur The Football League, men klarade sig kvar. Därefter påbörjades en klättring i seriesystemet. Cardiff tog sig även till FA-cupfinal 2008, men förlorade mot Portsmouth.
2010 var Cardiff nära att kvalificera sig till Premier League, men då de förlorade den avgörande matchen mot Blackpool med 3–2 fick de stanna kvar i The Championship. Säsongen 2012/13 vann klubben The Championship och spelade därför 2013/14 i Premier League, men slutade väl där sist under sin första säsong i Premier League. Klubben gick upp till Premier League för andra gången till säsongen 2018/19 efter en andraplats i Championship. Cardiff slutade på 18:e plats i Premier League 2018/2019 och blev åter nedflyttade till Championship.

## Spelartrupp
| 1  | USA     | Ethan Horvath  | 9 juni 1995      | Nottingham Forest (-24) |
| 13 | Bermuda | Nathan Trott   | 21 november 1998 | FC Köpenhamn (-25)      |
| 21 | England | Jak Alnwick    | 17 juni 1993     | St Mirren (-22)         |
| 41 | Wales   | Matthew Turner | 27 mars 2002     | Leeds United (-23)      |

| 2  | England   | Will Fish      | 17 februari 2003 | Manchester United (-24) |
| 3  | Irland    | Joel Bagan     | 3 september 2001 | Cardiff City FC         |
| 5  | Norge     | Jesper Daland  | 6 januari 2000   | Cercle Brugge (-24)     |
| 12 | England   | Calum Chambers | 20 januari 1995  | Aston Villa (-24)       |
| 38 | Singapore | Perry Ng       | 24 juni 1996     | Crewe Alexandra (-21)   |
| 44 | Wales     | Ronan Kpakio   | 25 maj 2007      | Cardiff City FC         |
| 48 | Wales     | Dylan Lawlor   | 1 januari 2006   | Cardiff City FC         |

| 6  | England    | Ryan Wintle    | 13 juni 1997      | Crewe Alexandra (-21)     |
| 10 | Wales      | Rubin Colwill  | 27 april 2002     | Cardiff City FC           |
| 14 | Skottland  | David Turnbull | 10 juli 1999      | Celtic (-24)              |
| 16 | England    | Chris Willock  | 31 januari 1998   | Queens Park Rangers (-24) |
| 18 | Australien | Alex Robertson | 17 april 2003     | Manchester City (-24)     |
| 24 | Wales      | Eli King       | 23 december 2002  | Cardiff City FC           |
| 27 | Wales      | Joel Colwill   | 27 oktober 2004   | Cardiff City FC           |
| 28 | Wales      | Dakarai Mafico | 7 december 2006   | Cardiff City FC           |
| 45 | Wales      | Cian Ashford   | 24 september 2004 | Cardiff City FC           |

| 11 | England | Ollie Tanner      | 13 maj 2002       | Lewes (-22)                |
| 22 | Danmark | Yousef Salech     | 17 januari 2002   | Sirius (-25)               |
| 29 | Wales   | Tanatswa Nyakuhwa | 17 september 2005 | Cardiff City FC            |
| 39 | Wales   | Isaak Davies      | 25 september 2001 | Cardiff City FC            |
| 47 | Irland  | Callum Robinson   | 2 februari 1995   | West Bromwich Albion (-22) |

Not: Spelare i kursiv stil är inlånade.

### Utlånade spelare
| Nr | Land     | Pos | Namn                                             |
| -- | -------- | --- | ------------------------------------------------ |
| 9  | England  | A   | Kion Etete (i Rotherham United till 31 maj 2026) |
| 31 | Kroatien | A   | Roko Šimić (i Karlsruher SC till 30 juni 2026)   |

| Nr | Land    | Pos | Namn                                                  |
| -- | ------- | --- | ----------------------------------------------------- |
| 46 | England | A   | Michael Reindorf (i Newport County till 30 juni 2026) |